# مارك وايت (موسيقي)
مارك وايت (بالإنجليزية: Mark White)‏ هو موسيقي أمريكي، ولد في 7 يوليو 1962 في نيويورك في الولايات المتحدة.

## وصلات خارجية
- مارك وايت على موقع IMDb (الإنجليزية)
- مارك وايت على موقع ميوزك برينز (الإنجليزية)
- مارك وايت على موقع ديسكوغز (الإنجليزية)
- مارك وايت على موقع قاعدة بيانات الفيلم (الإنجليزية)